# Distrikt Ngora
Ngora ist ein Distrikt in Ostuganda. Die Hauptstadt des Distrikts ist Ngora.

## Lage
Der Bezirk Ngora grenzt im Nordwesten an den Distrikt Soroti, im Nordosten an den Distrikt Katakwi, im Osten an den Distrikt Kumi, im Süden an den Distrikt Pallisa und im Westen an den Distrikt Serere.

## Geschichte
Der Distrikt entstand 2010 aus Teilen des Distrikt Kumi.

## Demografie
Die Bevölkerungszahl wird für 2020 auf 165.800 geschätzt. Davon lebten im selben Jahr 10,4 Prozent in städtischen Regionen und 89,3 Prozent in ländlichen Regionen.
| Zensusjahr | Einwohnerzahl |
| ---------- | ------------- |
| 1994       | 59.392        |
| 2002       | 101.867       |
| 2014       | 141.919       |

## Wirtschaft
Subsistenzlandwirtschaft und Tierhaltung sind die beiden wichtigsten wirtschaftlichen Aktivitäten im Distrikt.